# Lijst van voorzitters van Atlético Madrid
Dit is de lijst van voorzitters van de Spaanse voetbalclub Atlético Madrid. 
1. Enrique Allende: 1903
2. Eduardo de Acha: 1903-1907
3. Ricardo de Gondra: 1907-1909
4. Ramón de Cárdenas: 1909-1912
5. Julián Ruete: 1912-1919
6. Álvaro de Aguilar: 1919-1920
7. Julián Ruete: 1920-1923
8. Juan de Estefanía: 1923-1926
9. Luciano Urquijo: 1926-1931
10. Rafael González: 1931-1935
11. José Luis del Valle: 1935-1936
12. José María Fernández: 1936-1939
13. Francisco Vives: 1939
14. Luis Navarro: 1939-1941
15. Manuel Gallego: 1941-1945
16. Juan Touzón: 1946-1947
17. Cesáreo Galíndez: 1947-1952
18. Marqués de la Florida: 1952-1955
19. Juan Suevos: 1955
20. Javier Barroso: 1955-1964
21. Vicente Calderón: 1964-1980
22. Ricardo Irezábal: 1980
23. Alfonso Cabeza: 1980-1982
24. Antonio del Hoyo: 1982
25. Agustín Cotorruelo: 1982
26. Vicente Calderón: 1982-1986
27. Francisco Castedo: 1986-1987
28. Jesús Gil y Gil: 1987-2003
29. Enrique Cerezo: 2003-heden